# Три човека чине тигра
"Три човека чине тигра" (кинески 三人成虎 sān rén chéng hǔ) је кинеска пословица или chengyu (четворокарактерни идиом). Три човека чине тигра се односи на тенденцију појединца да прихвати апсурдну информацију ако је понови довољно људи. Ово се односи на идеју да, ако се неоснована премиса или урбана легенда помене или понови од стране многих људи, она ће бити погрешно прихваћена као истина.

## Извор
Пословица потиче из приче о наводном говору Панг Цонга (龐蔥), функционера државе Веи у периоду 475. п. н. е. - 221. п. н. е., у кинеској историји. Према Зхан Гуо Це архиви, пре него што је отишао на пут у државу Жао, Панг Цонг је питао Вејског краља хипотетички да ли би он поверовао извештају једног цивила да тигар лута пијацом у главном граду, на шта је краљ одговорио са не. Панг Цонг је питао шта би краљ мислио ако двоје људи пријави исту ствар, на шта је краљ рекао да би почео да се двоуми. Панг Цонг је онда упитао „Шта ако три особе тврде да су видели тигра?". Краљ је одговорио да би онда поверовао у то. Панг Цонг је подсетио краља да је идеја да живи тигар тумара препуном пијацом апсурдна, али ако је понови неколико људи онда она изгледа стварно. Пошто је Панг Цонг, као високи функционер, имао више од три противника и критичара, он је у ствари позивао краља да не обраћа пажњу на оне који би ширили гласине о њему док је био одсутан. „Разумем“, одговорио је краљ, а Панг Цонг је отишао у Жао. Ипак, клеветничке гласине су се стигле до краља. Када се Панг Цонг вратио у Веи, краљ је заиста престао да га виђа.